# Makarios III
Michaíl Christodulu Muskos (en griego: Μιχαήλ Χριστοδούλου Μούσκος; Panagía, Pafos, Chipre, 13 de agosto de 1913–Nicosia, 3 de agosto de 1977), llamado Makarios III en su función eclesiástica, fue un líder grecochipriota, arzobispo y primado de la Iglesia Ortodoxa Chipriota y primer presidente de la República de Chipre.

## Infancia y juventud
Hijo de un pastor de cabras, en 1926 ingresó como novicio en el Monasterio Ortodoxo de Kikkos, contando con 13 años de edad. A los 20 años fue enviado a Nicosia, al Gimnaso Panchipriota, dónde completó su educación secundaria en 1936. Fue ordenado diácono en 1938, y se estableció durante los cinco años siguientes en Atenas para cursar estudios de Teología y Leyes en la Universidad de Atenas, graduándose en 1942. En 1946 fue ordenado sacerdote de la Iglesia Ortodoxa Chipriota.
Cursó estudios avanzados en la Universidad de Boston, de donde volvió en 1948, cuando fue nombrado obispo de Kition y tomó el nombre de Makarios.

## Enosis y EOKA
El 18 de septiembre de 1950 fue elegido arzobispo y primado en sustitución de Makarios II. Este nombramiento no sólo lo convirtió en cabeza de la Iglesia Ortodoxa Chipriota sino en etnarca, líder nacional de facto de la comunidad grecochipriota.

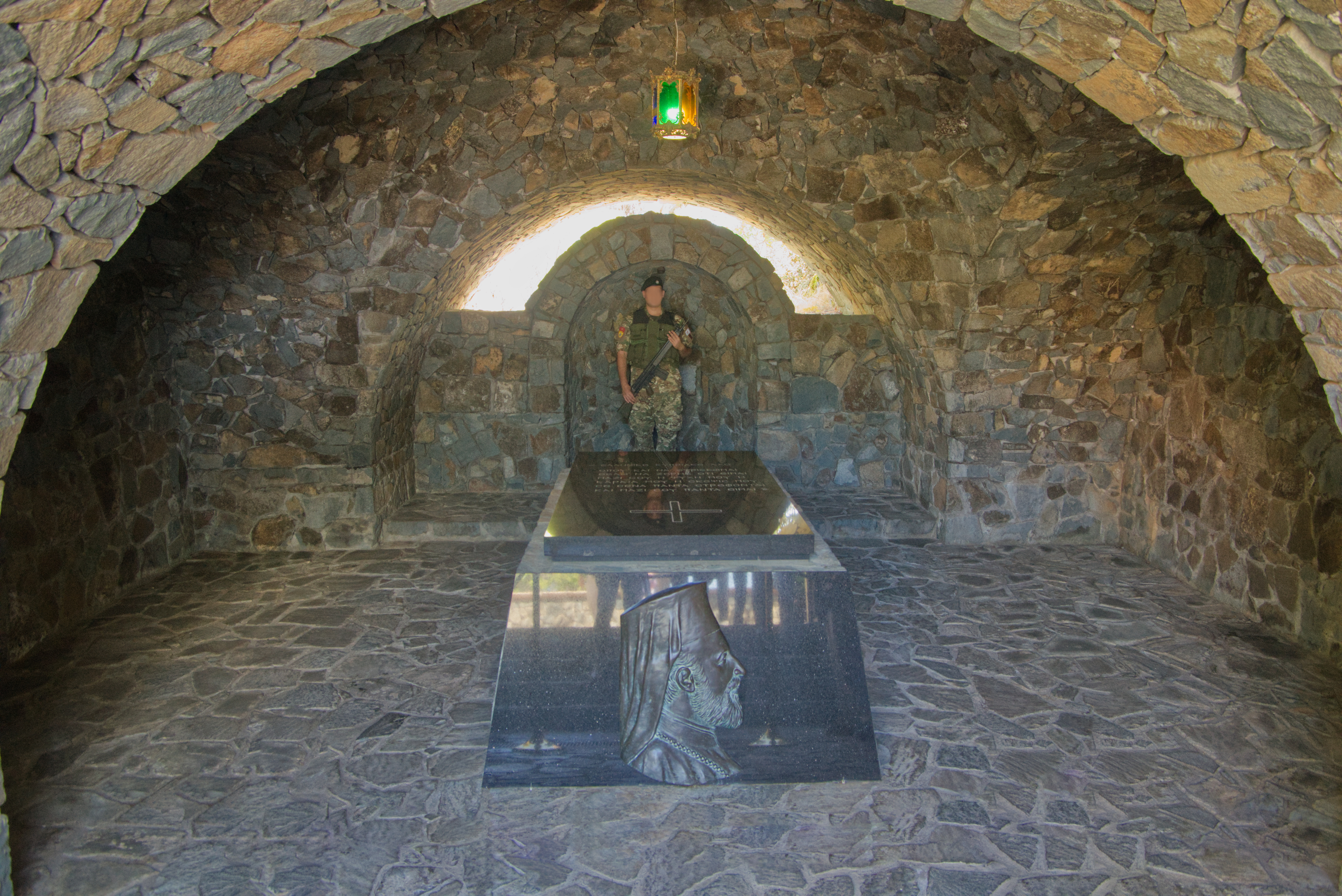
Tumba de Makarios en Tróodos.

Por aquel entonces, y desde 1878, la isla de Chipre era colonia del Imperio Británico, que la había convertido en su centro de operaciones con relación a Oriente Medio.
Durante la década de 1950 Makarios se convirtió en una figura popular entre los grecochipriotas y, como muchas figuras públicas de su comunidad en la época, fue un decidido partidario y uno de los principales abogados de la enosis (unión de Chipre con Grecia), manteniendo lazos estrechos con el Gobierno griego. En agosto de 1954, a solicitud de Makarios, Grecia empezó a apoyar ante la ONU la realización de un plebiscito basado en el principio de autodeterminación para los chipriotas. Se encontraron con la oposición de las autoridades coloniales británicas.
En 1955 se formó la organización pro-enosis Ethniki Organosis Kyprion Agoniston (Organización Nacional de Combatientes Chipriotas). El EOKA era un típico movimiento independentista de la época. Makarios compartía su plataforma política y conocía a su líder, el político y soldado griego Georgios Grivas, pero su grado de implicación no está claro. En su vida posterior Makarios negó categóricamente estar involucrado en la resistencia violenta del EOKA. En la Conferencia de Bandung los representantes de Chipre hicieron declaraciones a favor de la enosis en las que dejaron constancia de que el gobierno británico era una potencia imperialista que coartaba la libertad de los greco-chipriotas.

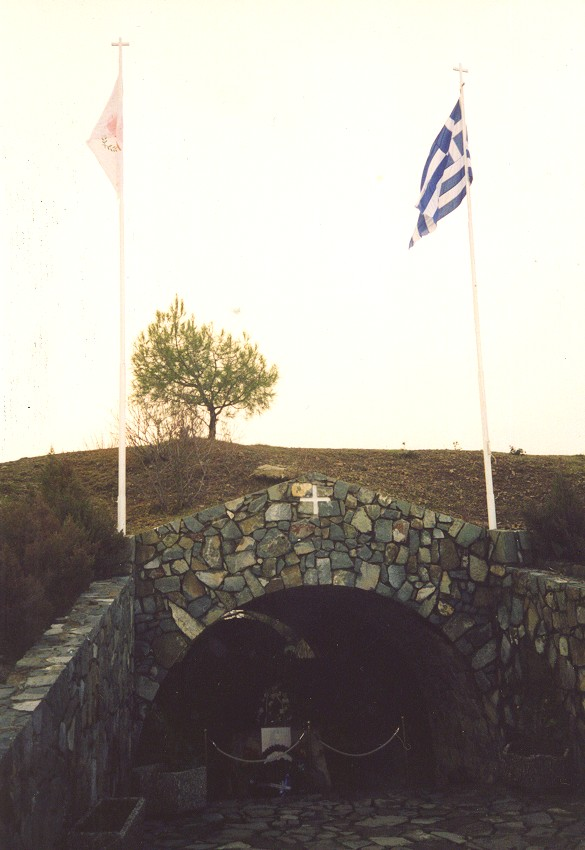
Exterior de la tumba de Makarios en Tróodos.

## Exilio yTaksim
A finales de 1955 las autoridades coloniales británicas reforzaron las leyes anti-sedición para evitar manifestaciones, pero Makarios siguió demandando la autodeterminación de Chipre. En medio de una tensa situación, el gobernador británico John Harding abrió conversaciones para discutir el futuro de la isla, pero éstas se rompieron a principios de 1956 sin llegar a ningún acuerdo. Los británicos ofrecían autogobierno a la mayoría griega y Makarios la aceptó en principio, pero pedía unas garantías que los británicos no estaban dispuestos a dar.
Para entonces Makarios fue identificado como cercano a la insurgencia. Fue detenido en el aeropuerto de Nicosia acusado de alentar y de mantener contacto con los grupos clandestinos de liberación. El 9 de marzo de 1956 es exiliado forzosamente como «invitado» del gobernador y comandante en jefe de las islas Seychelles, William Addis, en dicho archipiélago del Océano Índico.
A finales la década la comunidad turcochipriota empezó a promover la idea de la Taksim (partición) como contrapartida a la enosis. La comunidad turcochipriota temía que en un Chipre independiente y controlado por la comunidad grecochipriota serían perseguidos y que, por lo tanto, su seguridad en la isla solo podía ser garantizada bajo la soberanía británica o turca. La disputa entre ambas comunidades se enconó.
Un año después, Makarios fue liberado pero aún tenía prohibido regresar a Chipre. Se dirigió a Atenas, donde fue calurosamente recibido, y desde ahí continuó trabajando por la enosis los siguientes dos años. Bajo el gobierno de Konstantínos Karamanlís se fueron relajando las presiones de Grecia para favorecer la independencia chipriota.
Las negociaciones de 1958 terminaron con el Acuerdo de Zúrich como base a un tratado de independencia, y Makarios fue invitado a Londres en 1959 para concretar los detalles. Makarios se negaba a participar debido a su preferencia por la enosis, pero finalmente fue persuadido por las autoridades griegas y británicas. El 1 de marzo, el arzobispo regresó a Nicosia siendo clamorosamente recibido por la multitud.
En las elecciones presidenciales del 13 de diciembre de 1958, el arzobispo Makarios venció por dos tercios de los votos al abogado Ioánnis Klirídis, padre del futuro presidente y aliado de Makarios, Gláfkos Klirídis.

## Primatura y presidencia
El 16 de agosto de 1960 la bandera británica fue arriada por última vez en Nicosia y Makarios tomó posesión como presidente ejerciendo una política moderada, cultivando las buenas relaciones tanto con Grecia como con la vecina Turquía y distinguiéndose en el Movimiento de Países No Alineados (MPNA).
En marzo de 1961 Chipre fue admitido como miembro de la Mancomunidad de Naciones y Makarios representó a la isla en la conferencia de primeros ministros de dicha mancomunidad. También asistió en Belgrado a la conferencia del MPNA.

## Problema de Chipre
Reelegido en dos ocasiones más (febrero de 1968 y 18 de febrero de 1973), sobrevivió a cuatro intentos de asesinato y a un golpe de Estado en 1974 auspiciado por la Dictadura de los Coroneles de Grecia, que derivará en la invasión turca a la isla.
Uno de los intentos de asesinato que sufrió Makarios fue el 8 de marzo de 1970 a las 7 de la mañana. En esa oportunidad, al despegar en un helicóptero desde el arzobispado con destino al Monasterio de Malrhaeras, recibió disparos desde el techo del Gimnasio Panchipriota. El piloto fue seriamente herido pero pudo aterrizar en un descampado próximo. Makarios resultó ileso. Seis grecochipriotas fueron detenidos, tres de ellos policías.
Makarios huyó hacia Londres el 16 de julio de 1974, vía monasterio de Kikkos y luego Pafos, mientras los golpistas anunciaban que había muerto. Retornó para reasumir su cargo el 7 de noviembre del mismo año. Sufrió un ataque cardíaco en abril de 1977 y, tras un segundo ataque, muere en Nicosia el 3 de agosto de 1977.